# Крістоффаніні тема
Те́ма Крістоффаніні — тема в шаховій композиції. Суть теми — після вступного ходу білих створюється загроза певного мату від лінійної фігури, чорні в захистах зв'язують цю тематичну білу фігуру, але виникають послаблення в позиції чорних і зв'язана біла тематична фігура, рухаючись по лінії зв'язки, оголошує інший мат.

## Історія
Цю ідею запропонував в 1925 році італійський шаховий композитор Гуідо Крістоффаніні (15.02.1908 — 22.05.1980).
Чорні в варіантах захисту від певної загрози зв'язують білу лінійну фігуру, яка грозить матом, але при цьому створюються послаблення і ця ж фігура оголошує інші мати, але вже рухаючись по лінії зв'язки. На відміну від теми Костахеля в цій ідеї біла тематична фігура, що зв'язується чорними, матує і в дійсній грі, і задіяна в загрозі.
Ідея дістала назву — тема Крістоффаніні. Складовою цієї теми є тема Пелле.
|   | a | b | c | d | e | f | g | h |   |
| 8 | e7 білий кінь · c6 чорний пішак · e6 білий кінь · f6 чорний король · a5 білий король · c5 білий ферзь · d5 чорний слон · g5 чорний ферзь · h5 білий слон · c4 чорний пішак · d4 білий пішак · g4 білий пішак · h4 білий слон · a3 чорний пішак · g2 чорний пішак · e1 чорна тура · f1 чорна тура | e7 білий кінь · c6 чорний пішак · e6 білий кінь · f6 чорний король · a5 білий король · c5 білий ферзь · d5 чорний слон · g5 чорний ферзь · h5 білий слон · c4 чорний пішак · d4 білий пішак · g4 білий пішак · h4 білий слон · a3 чорний пішак · g2 чорний пішак · e1 чорна тура · f1 чорна тура | e7 білий кінь · c6 чорний пішак · e6 білий кінь · f6 чорний король · a5 білий король · c5 білий ферзь · d5 чорний слон · g5 чорний ферзь · h5 білий слон · c4 чорний пішак · d4 білий пішак · g4 білий пішак · h4 білий слон · a3 чорний пішак · g2 чорний пішак · e1 чорна тура · f1 чорна тура | e7 білий кінь · c6 чорний пішак · e6 білий кінь · f6 чорний король · a5 білий король · c5 білий ферзь · d5 чорний слон · g5 чорний ферзь · h5 білий слон · c4 чорний пішак · d4 білий пішак · g4 білий пішак · h4 білий слон · a3 чорний пішак · g2 чорний пішак · e1 чорна тура · f1 чорна тура | e7 білий кінь · c6 чорний пішак · e6 білий кінь · f6 чорний король · a5 білий король · c5 білий ферзь · d5 чорний слон · g5 чорний ферзь · h5 білий слон · c4 чорний пішак · d4 білий пішак · g4 білий пішак · h4 білий слон · a3 чорний пішак · g2 чорний пішак · e1 чорна тура · f1 чорна тура | e7 білий кінь · c6 чорний пішак · e6 білий кінь · f6 чорний король · a5 білий король · c5 білий ферзь · d5 чорний слон · g5 чорний ферзь · h5 білий слон · c4 чорний пішак · d4 білий пішак · g4 білий пішак · h4 білий слон · a3 чорний пішак · g2 чорний пішак · e1 чорна тура · f1 чорна тура | e7 білий кінь · c6 чорний пішак · e6 білий кінь · f6 чорний король · a5 білий король · c5 білий ферзь · d5 чорний слон · g5 чорний ферзь · h5 білий слон · c4 чорний пішак · d4 білий пішак · g4 білий пішак · h4 білий слон · a3 чорний пішак · g2 чорний пішак · e1 чорна тура · f1 чорна тура | e7 білий кінь · c6 чорний пішак · e6 білий кінь · f6 чорний король · a5 білий король · c5 білий ферзь · d5 чорний слон · g5 чорний ферзь · h5 білий слон · c4 чорний пішак · d4 білий пішак · g4 білий пішак · h4 білий слон · a3 чорний пішак · g2 чорний пішак · e1 чорна тура · f1 чорна тура | 8 |
| 7 | e7 білий кінь · c6 чорний пішак · e6 білий кінь · f6 чорний король · a5 білий король · c5 білий ферзь · d5 чорний слон · g5 чорний ферзь · h5 білий слон · c4 чорний пішак · d4 білий пішак · g4 білий пішак · h4 білий слон · a3 чорний пішак · g2 чорний пішак · e1 чорна тура · f1 чорна тура | e7 білий кінь · c6 чорний пішак · e6 білий кінь · f6 чорний король · a5 білий король · c5 білий ферзь · d5 чорний слон · g5 чорний ферзь · h5 білий слон · c4 чорний пішак · d4 білий пішак · g4 білий пішак · h4 білий слон · a3 чорний пішак · g2 чорний пішак · e1 чорна тура · f1 чорна тура | e7 білий кінь · c6 чорний пішак · e6 білий кінь · f6 чорний король · a5 білий король · c5 білий ферзь · d5 чорний слон · g5 чорний ферзь · h5 білий слон · c4 чорний пішак · d4 білий пішак · g4 білий пішак · h4 білий слон · a3 чорний пішак · g2 чорний пішак · e1 чорна тура · f1 чорна тура | e7 білий кінь · c6 чорний пішак · e6 білий кінь · f6 чорний король · a5 білий король · c5 білий ферзь · d5 чорний слон · g5 чорний ферзь · h5 білий слон · c4 чорний пішак · d4 білий пішак · g4 білий пішак · h4 білий слон · a3 чорний пішак · g2 чорний пішак · e1 чорна тура · f1 чорна тура | e7 білий кінь · c6 чорний пішак · e6 білий кінь · f6 чорний король · a5 білий король · c5 білий ферзь · d5 чорний слон · g5 чорний ферзь · h5 білий слон · c4 чорний пішак · d4 білий пішак · g4 білий пішак · h4 білий слон · a3 чорний пішак · g2 чорний пішак · e1 чорна тура · f1 чорна тура | e7 білий кінь · c6 чорний пішак · e6 білий кінь · f6 чорний король · a5 білий король · c5 білий ферзь · d5 чорний слон · g5 чорний ферзь · h5 білий слон · c4 чорний пішак · d4 білий пішак · g4 білий пішак · h4 білий слон · a3 чорний пішак · g2 чорний пішак · e1 чорна тура · f1 чорна тура | e7 білий кінь · c6 чорний пішак · e6 білий кінь · f6 чорний король · a5 білий король · c5 білий ферзь · d5 чорний слон · g5 чорний ферзь · h5 білий слон · c4 чорний пішак · d4 білий пішак · g4 білий пішак · h4 білий слон · a3 чорний пішак · g2 чорний пішак · e1 чорна тура · f1 чорна тура | e7 білий кінь · c6 чорний пішак · e6 білий кінь · f6 чорний король · a5 білий король · c5 білий ферзь · d5 чорний слон · g5 чорний ферзь · h5 білий слон · c4 чорний пішак · d4 білий пішак · g4 білий пішак · h4 білий слон · a3 чорний пішак · g2 чорний пішак · e1 чорна тура · f1 чорна тура | 7 |
| 6 | e7 білий кінь · c6 чорний пішак · e6 білий кінь · f6 чорний король · a5 білий король · c5 білий ферзь · d5 чорний слон · g5 чорний ферзь · h5 білий слон · c4 чорний пішак · d4 білий пішак · g4 білий пішак · h4 білий слон · a3 чорний пішак · g2 чорний пішак · e1 чорна тура · f1 чорна тура | e7 білий кінь · c6 чорний пішак · e6 білий кінь · f6 чорний король · a5 білий король · c5 білий ферзь · d5 чорний слон · g5 чорний ферзь · h5 білий слон · c4 чорний пішак · d4 білий пішак · g4 білий пішак · h4 білий слон · a3 чорний пішак · g2 чорний пішак · e1 чорна тура · f1 чорна тура | e7 білий кінь · c6 чорний пішак · e6 білий кінь · f6 чорний король · a5 білий король · c5 білий ферзь · d5 чорний слон · g5 чорний ферзь · h5 білий слон · c4 чорний пішак · d4 білий пішак · g4 білий пішак · h4 білий слон · a3 чорний пішак · g2 чорний пішак · e1 чорна тура · f1 чорна тура | e7 білий кінь · c6 чорний пішак · e6 білий кінь · f6 чорний король · a5 білий король · c5 білий ферзь · d5 чорний слон · g5 чорний ферзь · h5 білий слон · c4 чорний пішак · d4 білий пішак · g4 білий пішак · h4 білий слон · a3 чорний пішак · g2 чорний пішак · e1 чорна тура · f1 чорна тура | e7 білий кінь · c6 чорний пішак · e6 білий кінь · f6 чорний король · a5 білий король · c5 білий ферзь · d5 чорний слон · g5 чорний ферзь · h5 білий слон · c4 чорний пішак · d4 білий пішак · g4 білий пішак · h4 білий слон · a3 чорний пішак · g2 чорний пішак · e1 чорна тура · f1 чорна тура | e7 білий кінь · c6 чорний пішак · e6 білий кінь · f6 чорний король · a5 білий король · c5 білий ферзь · d5 чорний слон · g5 чорний ферзь · h5 білий слон · c4 чорний пішак · d4 білий пішак · g4 білий пішак · h4 білий слон · a3 чорний пішак · g2 чорний пішак · e1 чорна тура · f1 чорна тура | e7 білий кінь · c6 чорний пішак · e6 білий кінь · f6 чорний король · a5 білий король · c5 білий ферзь · d5 чорний слон · g5 чорний ферзь · h5 білий слон · c4 чорний пішак · d4 білий пішак · g4 білий пішак · h4 білий слон · a3 чорний пішак · g2 чорний пішак · e1 чорна тура · f1 чорна тура | e7 білий кінь · c6 чорний пішак · e6 білий кінь · f6 чорний король · a5 білий король · c5 білий ферзь · d5 чорний слон · g5 чорний ферзь · h5 білий слон · c4 чорний пішак · d4 білий пішак · g4 білий пішак · h4 білий слон · a3 чорний пішак · g2 чорний пішак · e1 чорна тура · f1 чорна тура | 6 |
| 5 | e7 білий кінь · c6 чорний пішак · e6 білий кінь · f6 чорний король · a5 білий король · c5 білий ферзь · d5 чорний слон · g5 чорний ферзь · h5 білий слон · c4 чорний пішак · d4 білий пішак · g4 білий пішак · h4 білий слон · a3 чорний пішак · g2 чорний пішак · e1 чорна тура · f1 чорна тура | e7 білий кінь · c6 чорний пішак · e6 білий кінь · f6 чорний король · a5 білий король · c5 білий ферзь · d5 чорний слон · g5 чорний ферзь · h5 білий слон · c4 чорний пішак · d4 білий пішак · g4 білий пішак · h4 білий слон · a3 чорний пішак · g2 чорний пішак · e1 чорна тура · f1 чорна тура | e7 білий кінь · c6 чорний пішак · e6 білий кінь · f6 чорний король · a5 білий король · c5 білий ферзь · d5 чорний слон · g5 чорний ферзь · h5 білий слон · c4 чорний пішак · d4 білий пішак · g4 білий пішак · h4 білий слон · a3 чорний пішак · g2 чорний пішак · e1 чорна тура · f1 чорна тура | e7 білий кінь · c6 чорний пішак · e6 білий кінь · f6 чорний король · a5 білий король · c5 білий ферзь · d5 чорний слон · g5 чорний ферзь · h5 білий слон · c4 чорний пішак · d4 білий пішак · g4 білий пішак · h4 білий слон · a3 чорний пішак · g2 чорний пішак · e1 чорна тура · f1 чорна тура | e7 білий кінь · c6 чорний пішак · e6 білий кінь · f6 чорний король · a5 білий король · c5 білий ферзь · d5 чорний слон · g5 чорний ферзь · h5 білий слон · c4 чорний пішак · d4 білий пішак · g4 білий пішак · h4 білий слон · a3 чорний пішак · g2 чорний пішак · e1 чорна тура · f1 чорна тура | e7 білий кінь · c6 чорний пішак · e6 білий кінь · f6 чорний король · a5 білий король · c5 білий ферзь · d5 чорний слон · g5 чорний ферзь · h5 білий слон · c4 чорний пішак · d4 білий пішак · g4 білий пішак · h4 білий слон · a3 чорний пішак · g2 чорний пішак · e1 чорна тура · f1 чорна тура | e7 білий кінь · c6 чорний пішак · e6 білий кінь · f6 чорний король · a5 білий король · c5 білий ферзь · d5 чорний слон · g5 чорний ферзь · h5 білий слон · c4 чорний пішак · d4 білий пішак · g4 білий пішак · h4 білий слон · a3 чорний пішак · g2 чорний пішак · e1 чорна тура · f1 чорна тура | e7 білий кінь · c6 чорний пішак · e6 білий кінь · f6 чорний король · a5 білий король · c5 білий ферзь · d5 чорний слон · g5 чорний ферзь · h5 білий слон · c4 чорний пішак · d4 білий пішак · g4 білий пішак · h4 білий слон · a3 чорний пішак · g2 чорний пішак · e1 чорна тура · f1 чорна тура | 5 |
| 4 | e7 білий кінь · c6 чорний пішак · e6 білий кінь · f6 чорний король · a5 білий король · c5 білий ферзь · d5 чорний слон · g5 чорний ферзь · h5 білий слон · c4 чорний пішак · d4 білий пішак · g4 білий пішак · h4 білий слон · a3 чорний пішак · g2 чорний пішак · e1 чорна тура · f1 чорна тура | e7 білий кінь · c6 чорний пішак · e6 білий кінь · f6 чорний король · a5 білий король · c5 білий ферзь · d5 чорний слон · g5 чорний ферзь · h5 білий слон · c4 чорний пішак · d4 білий пішак · g4 білий пішак · h4 білий слон · a3 чорний пішак · g2 чорний пішак · e1 чорна тура · f1 чорна тура | e7 білий кінь · c6 чорний пішак · e6 білий кінь · f6 чорний король · a5 білий король · c5 білий ферзь · d5 чорний слон · g5 чорний ферзь · h5 білий слон · c4 чорний пішак · d4 білий пішак · g4 білий пішак · h4 білий слон · a3 чорний пішак · g2 чорний пішак · e1 чорна тура · f1 чорна тура | e7 білий кінь · c6 чорний пішак · e6 білий кінь · f6 чорний король · a5 білий король · c5 білий ферзь · d5 чорний слон · g5 чорний ферзь · h5 білий слон · c4 чорний пішак · d4 білий пішак · g4 білий пішак · h4 білий слон · a3 чорний пішак · g2 чорний пішак · e1 чорна тура · f1 чорна тура | e7 білий кінь · c6 чорний пішак · e6 білий кінь · f6 чорний король · a5 білий король · c5 білий ферзь · d5 чорний слон · g5 чорний ферзь · h5 білий слон · c4 чорний пішак · d4 білий пішак · g4 білий пішак · h4 білий слон · a3 чорний пішак · g2 чорний пішак · e1 чорна тура · f1 чорна тура | e7 білий кінь · c6 чорний пішак · e6 білий кінь · f6 чорний король · a5 білий король · c5 білий ферзь · d5 чорний слон · g5 чорний ферзь · h5 білий слон · c4 чорний пішак · d4 білий пішак · g4 білий пішак · h4 білий слон · a3 чорний пішак · g2 чорний пішак · e1 чорна тура · f1 чорна тура | e7 білий кінь · c6 чорний пішак · e6 білий кінь · f6 чорний король · a5 білий король · c5 білий ферзь · d5 чорний слон · g5 чорний ферзь · h5 білий слон · c4 чорний пішак · d4 білий пішак · g4 білий пішак · h4 білий слон · a3 чорний пішак · g2 чорний пішак · e1 чорна тура · f1 чорна тура | e7 білий кінь · c6 чорний пішак · e6 білий кінь · f6 чорний король · a5 білий король · c5 білий ферзь · d5 чорний слон · g5 чорний ферзь · h5 білий слон · c4 чорний пішак · d4 білий пішак · g4 білий пішак · h4 білий слон · a3 чорний пішак · g2 чорний пішак · e1 чорна тура · f1 чорна тура | 4 |
| 3 | e7 білий кінь · c6 чорний пішак · e6 білий кінь · f6 чорний король · a5 білий король · c5 білий ферзь · d5 чорний слон · g5 чорний ферзь · h5 білий слон · c4 чорний пішак · d4 білий пішак · g4 білий пішак · h4 білий слон · a3 чорний пішак · g2 чорний пішак · e1 чорна тура · f1 чорна тура | e7 білий кінь · c6 чорний пішак · e6 білий кінь · f6 чорний король · a5 білий король · c5 білий ферзь · d5 чорний слон · g5 чорний ферзь · h5 білий слон · c4 чорний пішак · d4 білий пішак · g4 білий пішак · h4 білий слон · a3 чорний пішак · g2 чорний пішак · e1 чорна тура · f1 чорна тура | e7 білий кінь · c6 чорний пішак · e6 білий кінь · f6 чорний король · a5 білий король · c5 білий ферзь · d5 чорний слон · g5 чорний ферзь · h5 білий слон · c4 чорний пішак · d4 білий пішак · g4 білий пішак · h4 білий слон · a3 чорний пішак · g2 чорний пішак · e1 чорна тура · f1 чорна тура | e7 білий кінь · c6 чорний пішак · e6 білий кінь · f6 чорний король · a5 білий король · c5 білий ферзь · d5 чорний слон · g5 чорний ферзь · h5 білий слон · c4 чорний пішак · d4 білий пішак · g4 білий пішак · h4 білий слон · a3 чорний пішак · g2 чорний пішак · e1 чорна тура · f1 чорна тура | e7 білий кінь · c6 чорний пішак · e6 білий кінь · f6 чорний король · a5 білий король · c5 білий ферзь · d5 чорний слон · g5 чорний ферзь · h5 білий слон · c4 чорний пішак · d4 білий пішак · g4 білий пішак · h4 білий слон · a3 чорний пішак · g2 чорний пішак · e1 чорна тура · f1 чорна тура | e7 білий кінь · c6 чорний пішак · e6 білий кінь · f6 чорний король · a5 білий король · c5 білий ферзь · d5 чорний слон · g5 чорний ферзь · h5 білий слон · c4 чорний пішак · d4 білий пішак · g4 білий пішак · h4 білий слон · a3 чорний пішак · g2 чорний пішак · e1 чорна тура · f1 чорна тура | e7 білий кінь · c6 чорний пішак · e6 білий кінь · f6 чорний король · a5 білий король · c5 білий ферзь · d5 чорний слон · g5 чорний ферзь · h5 білий слон · c4 чорний пішак · d4 білий пішак · g4 білий пішак · h4 білий слон · a3 чорний пішак · g2 чорний пішак · e1 чорна тура · f1 чорна тура | e7 білий кінь · c6 чорний пішак · e6 білий кінь · f6 чорний король · a5 білий король · c5 білий ферзь · d5 чорний слон · g5 чорний ферзь · h5 білий слон · c4 чорний пішак · d4 білий пішак · g4 білий пішак · h4 білий слон · a3 чорний пішак · g2 чорний пішак · e1 чорна тура · f1 чорна тура | 3 |
| 2 | e7 білий кінь · c6 чорний пішак · e6 білий кінь · f6 чорний король · a5 білий король · c5 білий ферзь · d5 чорний слон · g5 чорний ферзь · h5 білий слон · c4 чорний пішак · d4 білий пішак · g4 білий пішак · h4 білий слон · a3 чорний пішак · g2 чорний пішак · e1 чорна тура · f1 чорна тура | e7 білий кінь · c6 чорний пішак · e6 білий кінь · f6 чорний король · a5 білий король · c5 білий ферзь · d5 чорний слон · g5 чорний ферзь · h5 білий слон · c4 чорний пішак · d4 білий пішак · g4 білий пішак · h4 білий слон · a3 чорний пішак · g2 чорний пішак · e1 чорна тура · f1 чорна тура | e7 білий кінь · c6 чорний пішак · e6 білий кінь · f6 чорний король · a5 білий король · c5 білий ферзь · d5 чорний слон · g5 чорний ферзь · h5 білий слон · c4 чорний пішак · d4 білий пішак · g4 білий пішак · h4 білий слон · a3 чорний пішак · g2 чорний пішак · e1 чорна тура · f1 чорна тура | e7 білий кінь · c6 чорний пішак · e6 білий кінь · f6 чорний король · a5 білий король · c5 білий ферзь · d5 чорний слон · g5 чорний ферзь · h5 білий слон · c4 чорний пішак · d4 білий пішак · g4 білий пішак · h4 білий слон · a3 чорний пішак · g2 чорний пішак · e1 чорна тура · f1 чорна тура | e7 білий кінь · c6 чорний пішак · e6 білий кінь · f6 чорний король · a5 білий король · c5 білий ферзь · d5 чорний слон · g5 чорний ферзь · h5 білий слон · c4 чорний пішак · d4 білий пішак · g4 білий пішак · h4 білий слон · a3 чорний пішак · g2 чорний пішак · e1 чорна тура · f1 чорна тура | e7 білий кінь · c6 чорний пішак · e6 білий кінь · f6 чорний король · a5 білий король · c5 білий ферзь · d5 чорний слон · g5 чорний ферзь · h5 білий слон · c4 чорний пішак · d4 білий пішак · g4 білий пішак · h4 білий слон · a3 чорний пішак · g2 чорний пішак · e1 чорна тура · f1 чорна тура | e7 білий кінь · c6 чорний пішак · e6 білий кінь · f6 чорний король · a5 білий король · c5 білий ферзь · d5 чорний слон · g5 чорний ферзь · h5 білий слон · c4 чорний пішак · d4 білий пішак · g4 білий пішак · h4 білий слон · a3 чорний пішак · g2 чорний пішак · e1 чорна тура · f1 чорна тура | e7 білий кінь · c6 чорний пішак · e6 білий кінь · f6 чорний король · a5 білий король · c5 білий ферзь · d5 чорний слон · g5 чорний ферзь · h5 білий слон · c4 чорний пішак · d4 білий пішак · g4 білий пішак · h4 білий слон · a3 чорний пішак · g2 чорний пішак · e1 чорна тура · f1 чорна тура | 2 |
| 1 | e7 білий кінь · c6 чорний пішак · e6 білий кінь · f6 чорний король · a5 білий король · c5 білий ферзь · d5 чорний слон · g5 чорний ферзь · h5 білий слон · c4 чорний пішак · d4 білий пішак · g4 білий пішак · h4 білий слон · a3 чорний пішак · g2 чорний пішак · e1 чорна тура · f1 чорна тура | e7 білий кінь · c6 чорний пішак · e6 білий кінь · f6 чорний король · a5 білий король · c5 білий ферзь · d5 чорний слон · g5 чорний ферзь · h5 білий слон · c4 чорний пішак · d4 білий пішак · g4 білий пішак · h4 білий слон · a3 чорний пішак · g2 чорний пішак · e1 чорна тура · f1 чорна тура | e7 білий кінь · c6 чорний пішак · e6 білий кінь · f6 чорний король · a5 білий король · c5 білий ферзь · d5 чорний слон · g5 чорний ферзь · h5 білий слон · c4 чорний пішак · d4 білий пішак · g4 білий пішак · h4 білий слон · a3 чорний пішак · g2 чорний пішак · e1 чорна тура · f1 чорна тура | e7 білий кінь · c6 чорний пішак · e6 білий кінь · f6 чорний король · a5 білий король · c5 білий ферзь · d5 чорний слон · g5 чорний ферзь · h5 білий слон · c4 чорний пішак · d4 білий пішак · g4 білий пішак · h4 білий слон · a3 чорний пішак · g2 чорний пішак · e1 чорна тура · f1 чорна тура | e7 білий кінь · c6 чорний пішак · e6 білий кінь · f6 чорний король · a5 білий король · c5 білий ферзь · d5 чорний слон · g5 чорний ферзь · h5 білий слон · c4 чорний пішак · d4 білий пішак · g4 білий пішак · h4 білий слон · a3 чорний пішак · g2 чорний пішак · e1 чорна тура · f1 чорна тура | e7 білий кінь · c6 чорний пішак · e6 білий кінь · f6 чорний король · a5 білий король · c5 білий ферзь · d5 чорний слон · g5 чорний ферзь · h5 білий слон · c4 чорний пішак · d4 білий пішак · g4 білий пішак · h4 білий слон · a3 чорний пішак · g2 чорний пішак · e1 чорна тура · f1 чорна тура | e7 білий кінь · c6 чорний пішак · e6 білий кінь · f6 чорний король · a5 білий король · c5 білий ферзь · d5 чорний слон · g5 чорний ферзь · h5 білий слон · c4 чорний пішак · d4 білий пішак · g4 білий пішак · h4 білий слон · a3 чорний пішак · g2 чорний пішак · e1 чорна тура · f1 чорна тура | e7 білий кінь · c6 чорний пішак · e6 білий кінь · f6 чорний король · a5 білий король · c5 білий ферзь · d5 чорний слон · g5 чорний ферзь · h5 білий слон · c4 чорний пішак · d4 білий пішак · g4 білий пішак · h4 білий слон · a3 чорний пішак · g2 чорний пішак · e1 чорна тура · f1 чорна тура | 1 |
|   | a | b | c | d | e | f | g | h |   |

FEN: 8/4N3/2p1Nk2/K1Qb2qB/2pP2PB/p7/6p1/4rr2
1. Sc8! ~ 2. Qe7#
1. ... Be4 2. Qe5#
1. ... Bf3  2. Qf5#
- — - — - — -
1. ... Rxe6 2. Qf8#
В задачі додатково пройшло перекриття чорних фігур.